# Ivan Klimeš
Ivan Klimeš (* 19. února 1957 Praha) je český filmový a divadelní vědec a vysokoškolský učitel.

## Život
Narodil se v únoru 1957 v Praze. V letech 1976 až 1981 absolvoval studium divadelní a hudební vědy na Filozofické fakultě Univerzity Karlovy (FF UK). V letech 1981 až 1986 poté působil jako redaktor v Československém filmovém ústavu než v roce 1987 získal na FF UK titul doktora filozofie a začal působit jako vědecký pracovník v Československém filmovém ústavu. V roce 1996 se stal odborným asistentem na Katedře filmové vědy, v roce 2000 se navíc stal zástupcem vedoucího katedry. V letech 2005 až 2015 katedru poté sám vedl.
Během své kariéry absolvoval několik zahraničních pobytů, a to jmenovitě v Bonnu, ve Vídni a Gradisce. Stal se předsedou České společnosti pro filmová studia, v letech 1990 až 1995 byl šéfredaktorem časopisu Iluminace a působil i jako člen redakční rady časopisu Dějiny a současnost. V říjnu 2005 začal působit jako člen Umělecké rady FAMU. V rámci své odborné činnosti se zabývá zejména filmovými dějinami, přičemž se zaměřuje na českou kinematografii a dále na oblast kinematografie a jejích dějin ve Střední Evropě.